# Аксёнов, Александр Валентинович
Александр Валентинович Аксёнов (род. 4 октября 1962 или 5 октября 1962, Владивосток) — советский самбист, чемпион и призёр чемпионатов СССР, чемпион Спартакиады народов СССР, обладатель Кубка России, чемпион Европы и мира, победитель соревнований «Дружба-84», Заслуженный мастер спорта СССР, Заслуженный тренер России, директор Приморского государственного училища олимпийского резерва, вице-президент Федерации самбо Приморского края.

## Биография
В 12 лет начал заниматься самбо.
Окончил кораблестроительный факультет Дальневосточного государственного технического университета по специальности инженер-механик. Затем в течение пяти лет служил в Российской армии, капитан в отставке.
Заочно окончил Хабаровскую академию физической культуры и спорта.
С ноября 2020 года возглавляет Дальневосточный государственный гуманитарно-технический колледж имени Д. М. Карбышева.
Владелец питомника по разведению южнорусских овчарок. В свободное время играет в бадминтон.

## Спортивные результаты
- Самбо на летней Спартакиаде народов СССР 1983 года — ;
- Чемпионат СССР по самбо 1984 года — ;
- Чемпионат СССР по самбо 1985 года — ;
- Чемпионат СССР по самбо 1986 года — ;
- Чемпионат СССР по самбо 1987 года — ;
- Чемпионат СССР по самбо 1988 года — ;
- Чемпионат СССР по самбо 1989 года — ;
- Чемпионат СССР по самбо 1991 года — .